# Time of Our Lives
"Time Of Our Lives"é uma canção gravada em parceria entre rapper estadunidense Pitbull, com o cantor de R&B estadunidense Ne-Yo para o seu oitavo álbum de estúdio Globalization. Foi lançado 17 de novembro de 2014 como o quinto single do álbum, pela gravadora RCA Records, e também para o álbum Non-Fiction de Ne-Yo. Produzida por Dr. Luke, Cirkut e Lifted, a música é a segunda colaboração de Pitbull e Ne-Yo, na sequência de "Give Me Everything". "Time of Our Lives" foi escrito por Pitbull, Lukasz Gottwald, Henry Walter, Robin Weisse, Shaffer Smith e Stephan Taft.

## Musica e vídeo
O vídeo da música foi lançado no canal de Pitbull na plataforma VEVO em 25 de dezembro de 2014. Ele já recebeu mais de 32 milhões de visualizações.

## Desempenho nas paradas
| Paradas (2014-15)                                 | Melhor posição |
| ------------------------------------------------- | -------------- |
| África do Sul (EMA)                               | 4              |
| O campo songid é OBRIGATÓRIO PARA PARADA ALEMÃ    | 43             |
| Austrália (ARIA)                                  | 25             |
| Áustria (Ö3 Austria Top 75)                       | 54             |
| Bélgica (Ultratip Bubbling Under de Flandres)     | 3              |
| Bélgica (Ultratip Bubbling Under da Valônia)      | 7              |
| Canadá (Canadian Hot 100)                         | 16             |
| Dinamarca (Hitlisten)                             | 17             |
| Eslováquia (Rádio Top 100)                        | 25             |
| Eslováquia (Singles Digitál Top 100)              | 8              |
| Estados Unidos (Billboard Hot 100)                | 9              |
| Estados Unidos (Billboard Hot Rap Songs)          | 1              |
| Estados Unidos (Billboard Dance Club Songs)       | 1              |
| Estados Unidos (Billboard Dance/Mix Show Airplay) | 2              |
| Estados Unidos (Billboard Latin Airplay)          | 39             |
| Estados Unidos (Billboard Latin Pop Airplay)      | 33             |
| Estados Unidos (Billboard Mainstream Top 40)      | 4              |
| Estados Unidos (Billboard Rhythmic)               | 1              |
| Finlândia (Suomen virallinen lista)               | 9              |
| França (SNEP)                                     | 108            |
| Hungria (Rádiós Top 40)                           | 10             |
| Hungria (Single Top 40)                           | 15             |
| Irlanda (IRMA)                                    | 42             |
| Índia (Angrezi Top 20)                            | 10             |
| Nova Zelândia (Recorded Music NZ)                 | 12             |
| Noruega (VG-lista)                                | 9              |
| Países Baixos (Dutch Top 40)                      | 23             |
| Países Baixos (Single Top 100)                    | 16             |
| Polónia (Dance Top 50)                            | 23             |
| Reino Unido (UK Singles Chart)                    | 66             |
| Reino Unido (OCC UK R&B)                          | 8              |
| República Checa (Rádio Top 100)                   | 52             |
| Chéquia (Singles Digitál Top 100)                 | 7              |
| Suécia (Sverigetopplistan)                        | 14             |

### Certificações
| Nova Zelândia (RMNZ) | Ouro | 7,500* |
| *número de vendas baseado na certificação ^ figuras embarques com base apenas na certificação ºnúmeros não especificados baseando-se apenas na certificação |      |        |

## Histórico de lançamento
| Páis  | Data                   | Formato          | Gravadora                               |
| ----- | ---------------------- | ---------------- | --------------------------------------- |
| Mundo | 17 de novembro de 2014 | Digital download | Mr.305, Polo Grounds Music, RCA Records |